# Ulmer Hof

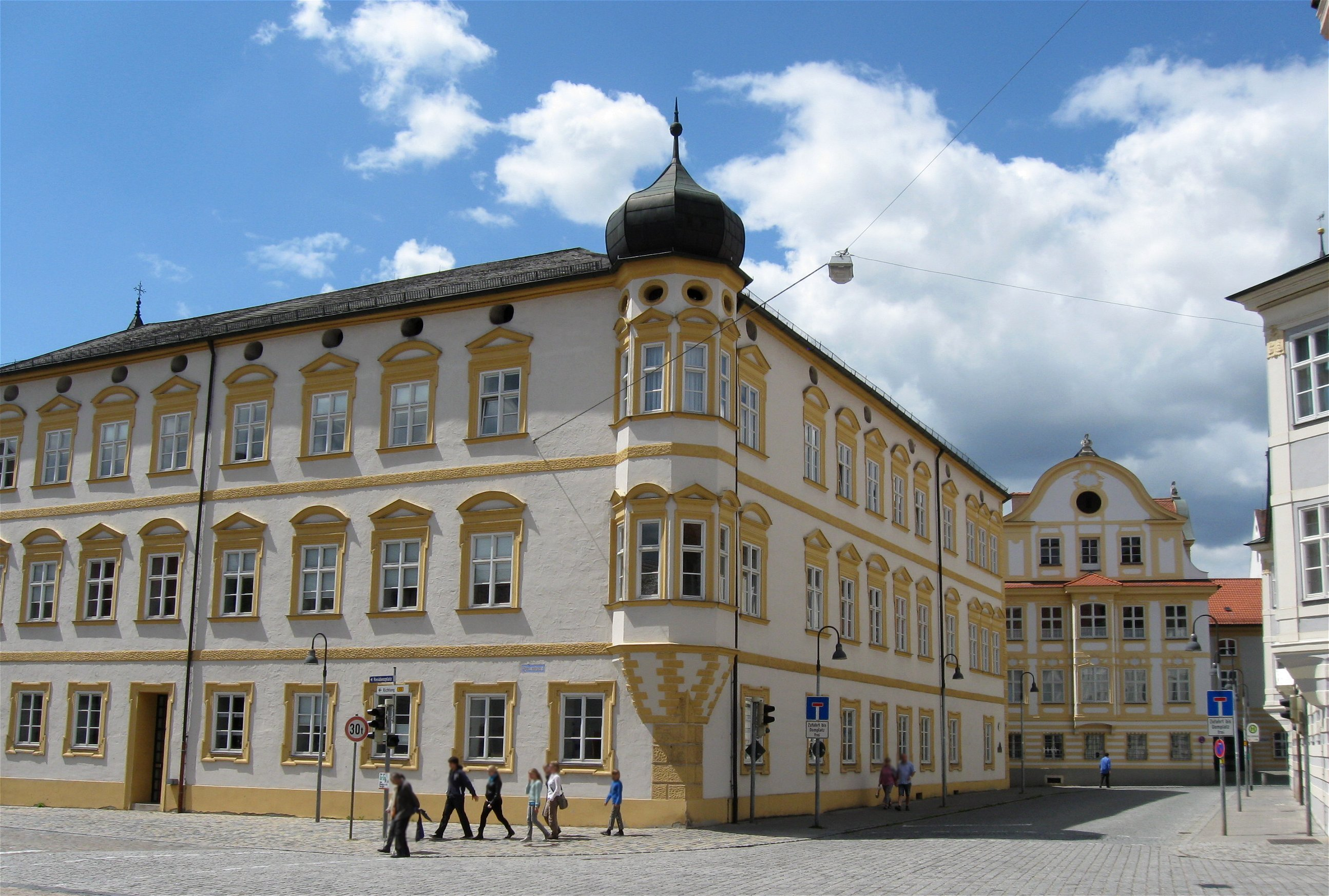
Ulmer Hof

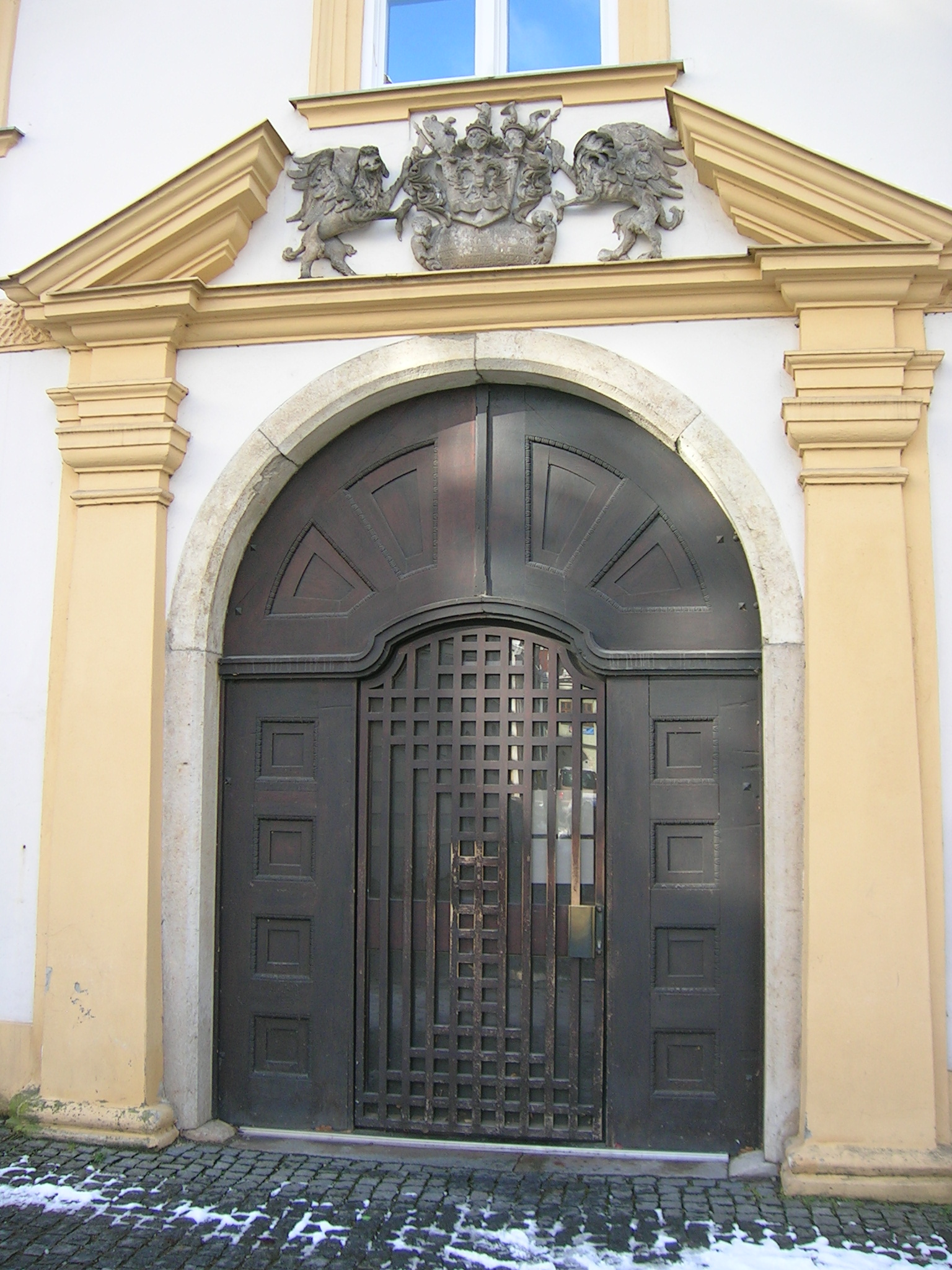
Portal

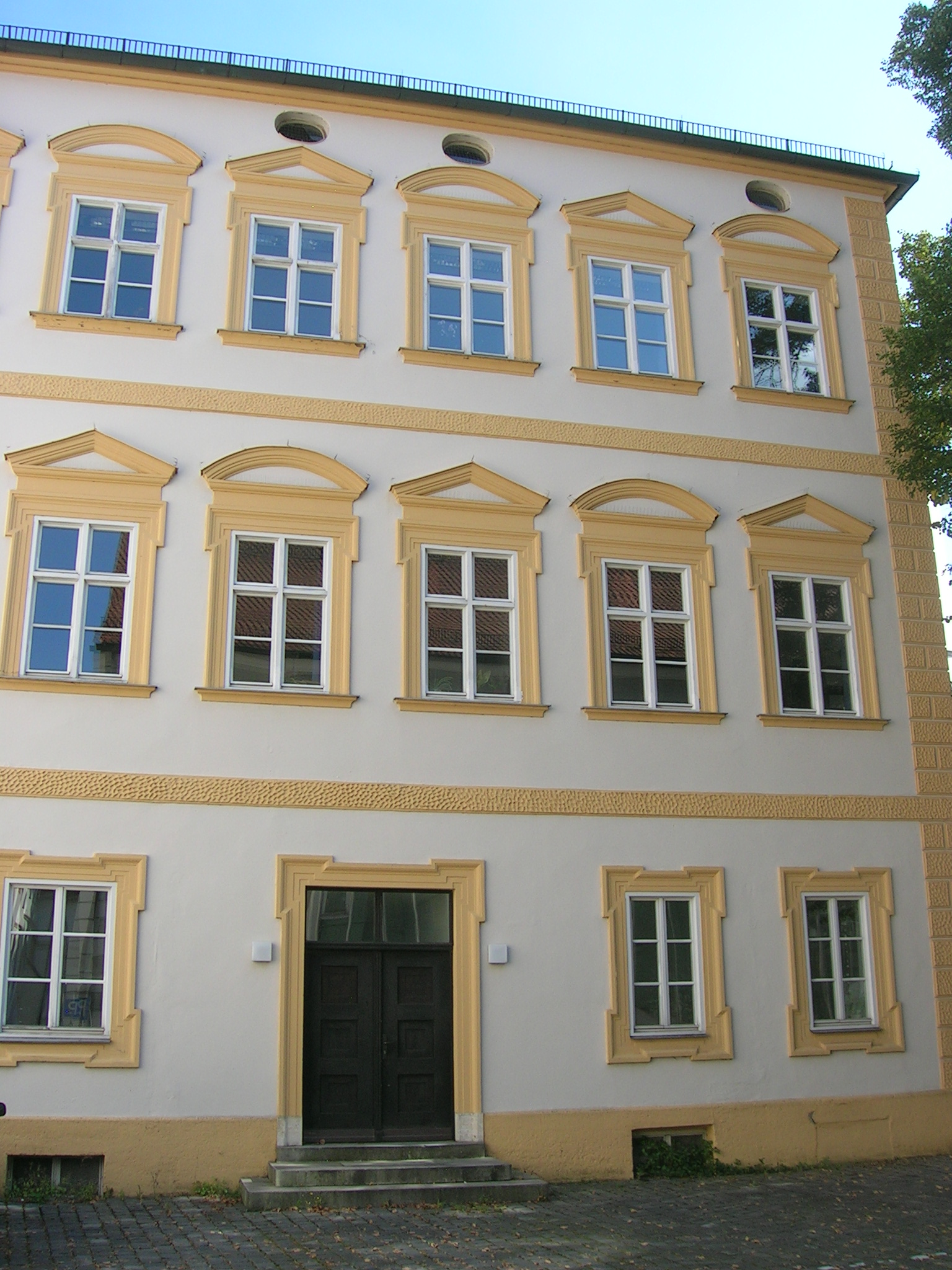
Westfront

Der Ulmer Hof ist ein barockes Stadtpalais in Eichstätt, das seit 1980 von der Katholischen Universität Eichstätt-Ingolstadt genutzt wird. 

## Geschichte
Im frühen 16. Jahrhundert hatte vermutlich der damalige Kanonikatshof den Herrn von Rechberg gehört. Die Hofeinfahrt ist mit dem Jahr 1578 bezeichnet. Um 1625 ließ der Kanoniker Wolfgang Blarer von Wartensee einen Neubau errichten, eine dreigeschossige Vierflügelanlage mit Eckerkerturm. 
Namensgeber des Ulmer Hofs war der Eichstätter Domherr Karl Ferdinand und Ernst von Ulm zu Erbach. 1688 wurde der Eichstätter Hofbaumeister Jakob Engel mit der Ausgestaltung zum barocken Palais beauftragt und das Gebäude erhielt sein heutiges Aussehen. Die ruhigen Fassaden sind geprägt von Jakob Engels bevorzugten Architekturelementen: dem Eckerker und den zwischen Dreieck und Segmentbogen wechselnden, profilierten Fensterbedachungen.
Seit Anfang des 19. Jahrhunderts besaß der Eichstätter Gastwirt Georg Joseph Gruber das Palais. 
1842 erwarb Bischof Karl August Graf von Reisach den Ulmer Hof und übergab das Gebäude dem Staat zur Nutzung, der dort ein humanistisches Gymnasium, das spätere Willibald-Gymnasium einrichtete. Im Gegenzug erhielt Graf von Reisach das 1806 säkularisierte Priesterseminar. 1977 zog das Willibald-Gymnasium um in einen Neubau an der Schottenau. Der Staat gab das Gebäude zurück.
In den Jahren von 1978 bis 1980 erfolgten Um- und Neubauten durch das Diözesanbauamt Eichstätt unter Leitung von Karljosef Schattner und Mitarbeiter Jörg Homeier, Andreas Fürsich und Anton Nitsch zur Fachbereichs-Bibliothek Theologie der Katholischen Universität. Der frühere Innenhof wurde mit einer leicht wirkenden Überspannung aus Stahlfachwerkbindern und Trapezblechen überdacht.
Hier befindet sich die Teilbibliothek 1 der Eichstätter Universitätsbibliothek mit den Beständen der Theologie, Philosophie und Musikwissenschaft. Die zugemauerten Arkaden im Erdgeschoss wurden wieder geöffnet und die Säulen freigestellt. Eine großflächig verglaste Stahlkonstruktion gibt Einblicke in den Lesesaal und die gegenüberliegenden Büchergalerien. In der umgebenden dreiflügeligen Anlage wurden die Diensträume der Theologischen und der Religionspädagogischen Fakultät untergebracht.

## Preise
- 1983: BDA-Preis Bayern